# Segunda Categoría de Los Ríos
El Campeonato Provincial de la Segunda Categoría de Los Ríos es un torneo oficial de fútbol de ascenso en la provincia de Los Ríos. Es organizado anualmente por la Asociación de Fútbol Profesional de Los Ríos (AFPLR). Los cuatro mejores clubes (campeón, subcampeón, tercer lugar y cuarto lugar) clasifican al torneo de Ascenso Nacional por el ascenso a la Serie B, además el campeón provincial clasificará a la primera fase de la Copa Ecuador.

## Palmarés
| Temporada | Campeón                                                         | Subcampeón               |
| --------- | --------------------------------------------------------------- | ------------------------ |
| 1977      | Deportivo Quevedo (1)                                           | ?                        |
| 1978      | San Camilo (1)                                                  | ?                        |
| 1979      | San Camilo (2)                                                  | ?                        |
| 1980      | San Camilo (3)                                                  | ?                        |
| 1981      | San Camilo (4)                                                  | ?                        |
| 1982      | [[Archivo:\|20x20px\|border\|Bandera de Babahoyo]] Emelrios (1) | ?                        |
| 1983      | [[Archivo:\|20x20px\|border\|Bandera de Babahoyo]] Emelrios (2) | Fluminense (1)           |
| 1984      | [[Archivo:\|20x20px\|border\|Bandera de Babahoyo]] Emelrios (3) | Santa Rita (1)           |
| 1985      | [[Archivo:\|20x20px\|border\|Bandera de Babahoyo]] Emelrios (4) | Fluminense (2)           |
| 1986      | Santa Rita (1)                                                  | San Camilo (1)           |
| 1987      | Santa Rita (2)                                                  | San Camilo (2)           |
| 1988      | Santa Rita (3)                                                  | Fluminense (3)           |
| 1989      | Santa Rita (4)                                                  | Patria (1)               |
| 1990      | Fluminense (1)                                                  | San Camilo (3)           |
| 1991      | Patria (1)                                                      | Fluminense (4)           |
| 1992      | Deportivo Quevedo (2)                                           | Corinthians (1)          |
| 1993      | Deportivo Quevedo (3)                                           | Santa Rita (2)           |
| 1994      | Deportivo Quevedo (4)                                           | ?                        |
| 1995      | Santa Rita (5)                                                  | La Cuarenta (1)          |
| 1996      | ?                                                               | ?                        |
| 1997      | ?                                                               | ?                        |
| 1998      | Liga de Quevedo (1)                                             | Venecia (1)              |
| 1999      | Venecia (1)                                                     | ?                        |
| 2000      | Venecia (2)                                                     | ?                        |
| 2001      | Venecia (3)                                                     | River F. C. (1)          |
| 2002      | Deportivo Quevedo (5)                                           | Deportivo Mocache (1)    |
| 2003      | El Guayacán (1)                                                 | Deportivo Mocache (2)    |
| 2004      | Deportivo Mocache (1)                                           | Segundo Hoyos Jácome (1) |
| 2005      | Liga de Quevedo (2)                                             | Venecia (2)              |
| 2006      | Venecia (4)                                                     | Segundo Hoyos Jácome (2) |
| 2007      | Deportivo Quevedo (6)                                           | Venecia (3)              |
| 2008      | Venecia (5)                                                     | Liga de Quevedo (1)      |
| 2009      | San Camilo (5)                                                  | Deportivo Quevedo (1)    |
| 2010      | Deportivo Quevedo (7)                                           | Venecia (4)              |
| 2011      | Liga de Quevedo (3)                                             | Segundo Hoyos Jácome (3) |
| 2012      | Venecia (6)                                                     | Santa Rita (3)           |
| 2013      | Santa Rita (6)                                                  | Venecia (5)              |
| 2014      | Santa Rita (7)                                                  | Venecia (6)              |
| 2015      | Napoli (1)                                                      | Venecia (7)              |
| 2016      | Santa Rita (8)                                                  | El Guayacán (1)          |
| 2017      | Deportivo Quevedo (8)                                           | Insutec (1)              |
| 2018      | Insutec (1)                                                     | Deportivo Quevedo (2)    |
| 2019      | Venecia (7)                                                     | Deportivo Quevedo (3)    |
| 2020      | Venecia (8)                                                     | Insutec (2)              |
| 2021      | Insutec (2)                                                     | San Camilo (4)           |
| 2022      | Estudiantes de Babahoyo (1)                                     | Insutec (3)              |
| 2023      | Estudiantes de Babahoyo (2)                                     | Deportivo Quevedo (4)    |
| 2024      | San Camilo (6)                                                  | Deportivo Quevedo (5)    |
| 2025      | Por definir                                                     | Por definir              |

## Estadísticas por equipo

### Campeonatos
| Equipo                                                      | Títulos | Subtítulos | Temporadas campeón                              | Temporadas subcampeón                     |
| ----------------------------------------------------------- | ------- | ---------- | ----------------------------------------------- | ----------------------------------------- |
| Venecia                                                     | 8       | 7          | 1999, 2000, 2001, 2006, 2008, 2012, 2019, 2020. | 1998, 2005, 2007, 2010, 2013, 2014, 2015. |
| Deportivo Quevedo                                           | 8       | 5          | 1977, 1992, 1993, 1994, 2002, 2007, 2010, 2017. | 2009, 2018, 2019, 2023, 2024.             |
| Santa Rita                                                  | 8       | 3          | 1986, 1987, 1988, 1989, 1995, 2013, 2014, 2016. | 1984, 1993, 2012.                         |
| San Camilo                                                  | 6       | 4          | 1978, 1979, 1980, 1981, 2009, 2024.             | 1986, 1987, 1990, 2021.                   |
| [[Archivo:\|20x20px\|border\|Bandera de Babahoyo]] Emelrios | 4       | 0          | 1982, 1983, 1984, 1985.                         | 2008.                                     |
| Liga de Quevedo                                             | 3       | 1          | 1998, 2005, 2011.                               | 2008.                                     |
| Insutec                                                     | 2       | 3          | 2018, 2021.                                     | 2017, 2020, 2022.                         |
| Río Babahoyo                                                | 2       | 0          | 2022, 2023.                                     |                                           |
| Fluminense                                                  | 1       | 4          | 1990.                                           | 1983, 1985, 1988, 1991.                   |
| Deportivo Mocache                                           | 1       | 2          | 2004.                                           | 2002, 2003.                               |
| El Guayacán                                                 | 1       | 1          | 2003.                                           | 2016.                                     |
| Patria                                                      | 1       | 1          | 1991.                                           | 1989.                                     |
| Napoli                                                      | 1       | 0          | 2015.                                           |                                           |
| Segundo Hoyos Jácome                                        | 0       | 3          |                                                 | 2004, 2006, 2011.                         |
| La Cuarenta                                                 | 0       | 1          |                                                 | 1995.                                     |
| River F. C.                                                 | 0       | 1          |                                                 | 2001.                                     |

### Estadísticas por Cantón
| Cantón                                                   |    | Títulos |    | Subtítulos |  |
| -------------------------------------------------------- | -- | --- | -- | --- |  |
| Quevedo                                                  | 22 | Deportivo Quevedo (8) San Camilo (6) Liga de Quevedo (3) Insutec (2) El Guayacán (1) Fluminense (1) Patria (1) | 20 | Deportivo Quevedo (5) Fluminense (4) San Camilo (4) Insutec (3) El Guayacán (1) Liga de Quevedo (1) Patria (1) River F. C. (1) |  |
| [[Archivo:\|30px\|border\|Bandera de Babahoyo]] Babahoyo | 14 | Venecia (8) [[Archivo:\|20x20px\|border\|Bandera de Babahoyo]] Emelrios (4) Estudiantes de Babahoyo (2)        | 7  | Venecia (7) |  |
| Vinces                                                   | 8  | Santa Rita (8)                                                                                                 | 3  | Santa Rita (3) |  |
| Valencia                                                 | 1  | Napoli (1) | 3  | Segundo Hoyos Jácome (3) |  |
| Mocache                                                  | 1  | Deportivo Mocache (1)                                                                                          | 2  | Deportivo Mocache (2) |  |
| Ventanas                                                 |    | | 1  | La Cuarenta (1) |  |